# Wantage
Wantage – miasto w Wielkiej Brytanii, w Anglii, w regionie South East England, w hrabstwie Oxfordshire.
Miasto od czasu zmiany granic hrabstw Berkshire i Oxfordshire w 1974, zostało największym ośrodkiem miejskim południowej części hrabstwa Oxfordshire i przeżywa gwałtowny rozkwit.
W roku 849 w Wantage urodził się król Wessexu Alfred Wielki.